# Cucina povera

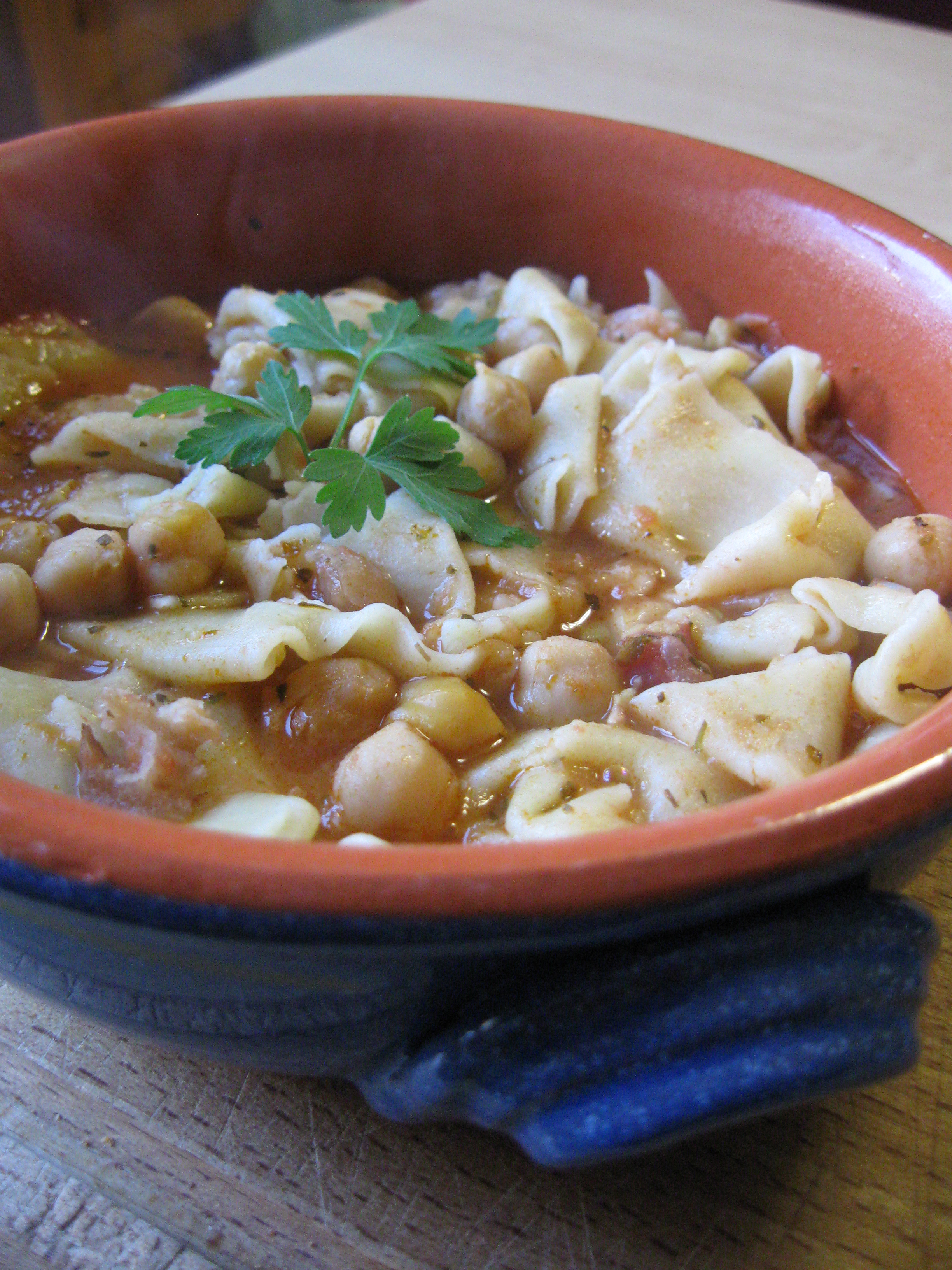
Pasta e ceci

La cucina povera, più raramente bassa cucina, è quella di umili origini.

## Caratteristiche
Nata per soddisfare le esigenze dei ceti sociali più bassi, la cucina povera è spesso a base di materie prime un tempo economiche, poco pregiate e facili da reperire. Ne sono un esempio le frattaglie, prodotto di scarto della macellazione degli animali e considerate una valida alternativa ai tagli più morbidi che erano invece destinati ai più ricchi. Alimenti ricorrenti della cucina povera sono i legumi, cereali come il riso, il miglio e il panico e prodotti correlati come le farine, piante spontanee edibili, prodotti della terra come i tuberi e alcune tipologie di pesce. Molte zuppe e stufati della cucina povera si ricavavano da alimenti avanzati, come ad esempio il pane raffermo, al fine di evitare sprechi.
Per molti anni stigmatizzata in diverse parti del mondo, la cucina povera è stata in seguito rivalutata e le sono stati dedicati dei ricettari.
La gastronomia povera si contrappone giocoforza a quella ricca, anche detta "alta", che era legata ai ranghi sociali più facoltosi.

## Galleria d'immagini

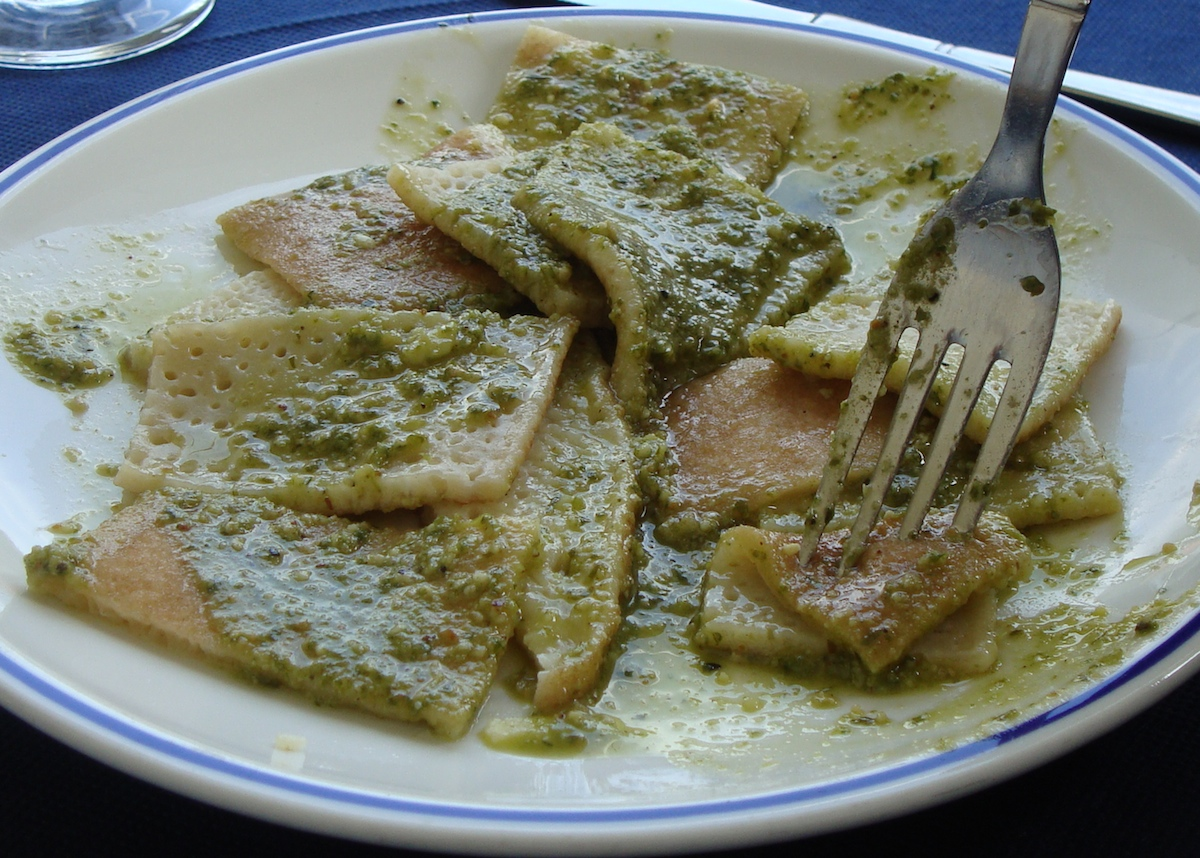
Testaroli (Italia)
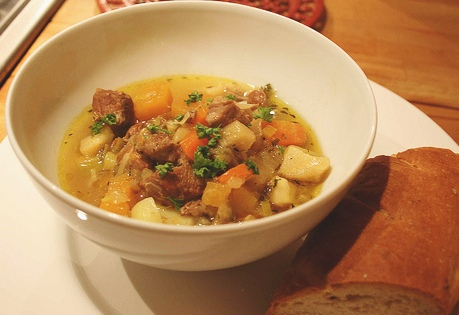
Cawl (Regno Unito)
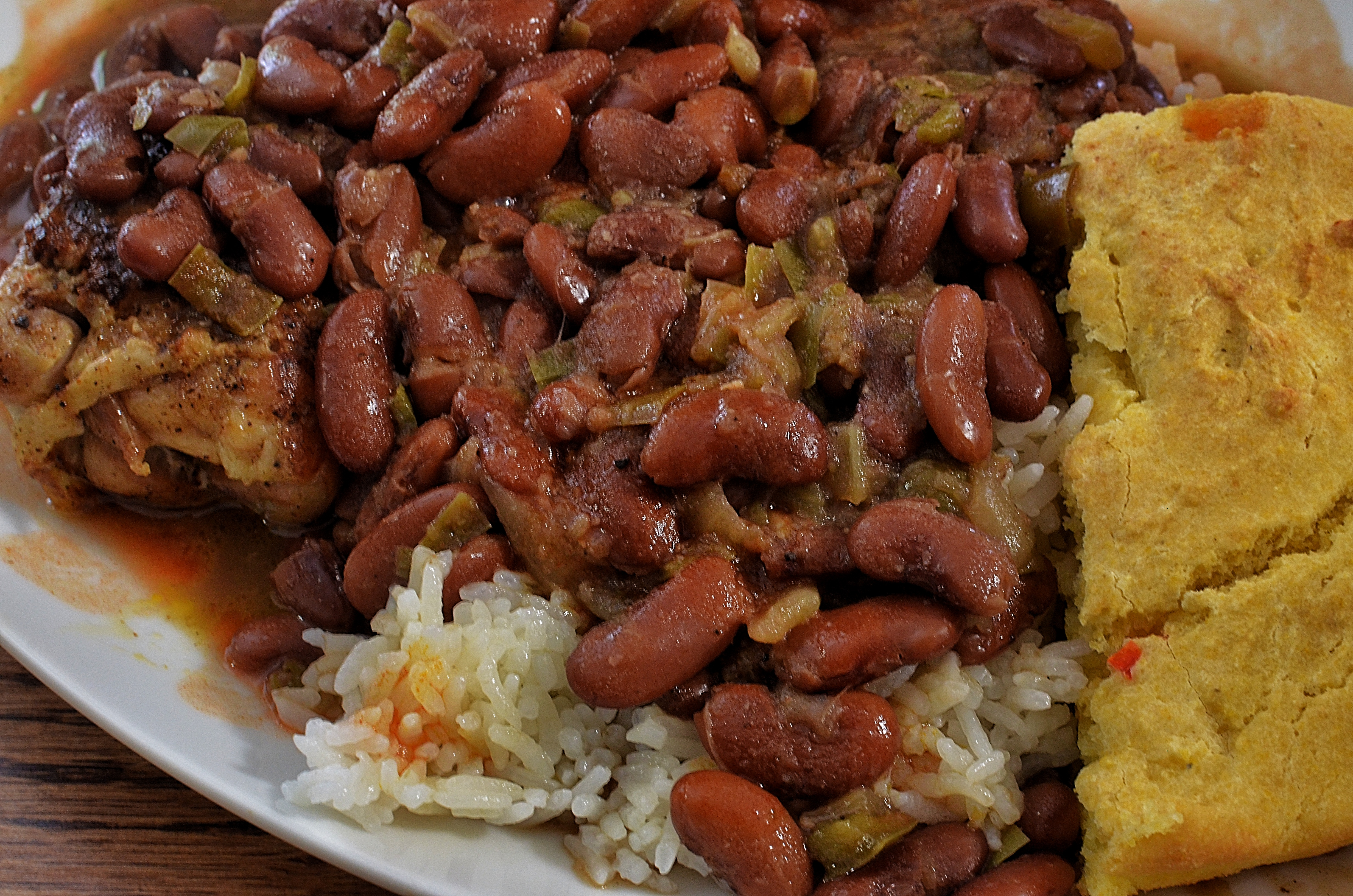
Red beans and rice (Stati Uniti d'America)
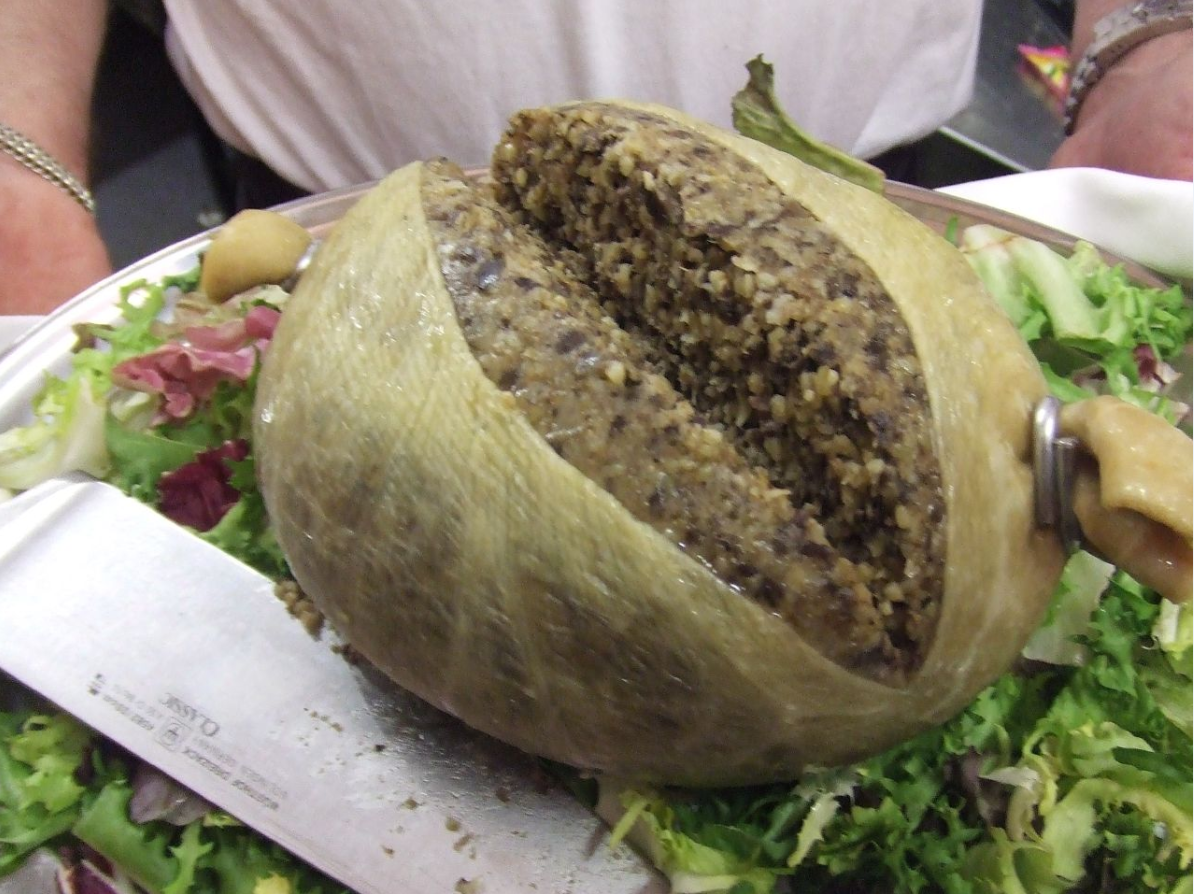
Haggis (Regno Unito)
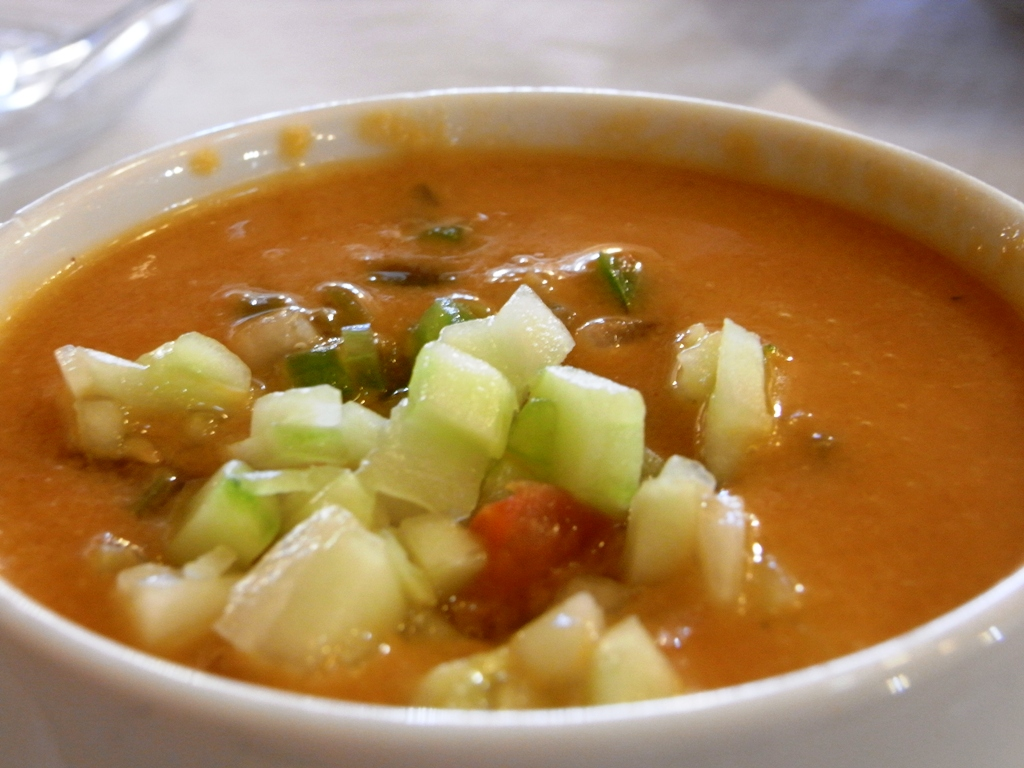
Gazpacho (Spagna)
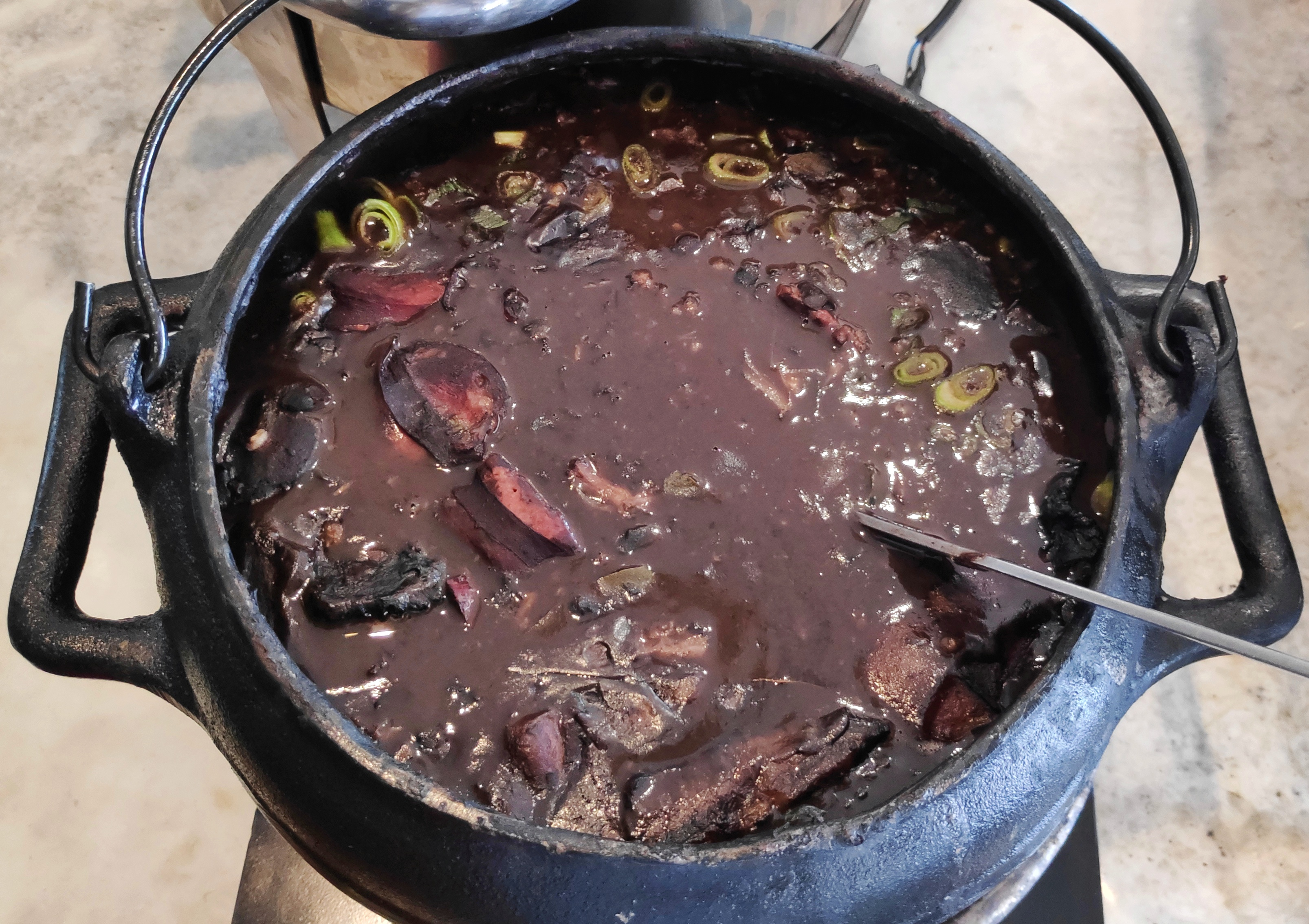
Feijoada (Portogallo e Brasile)
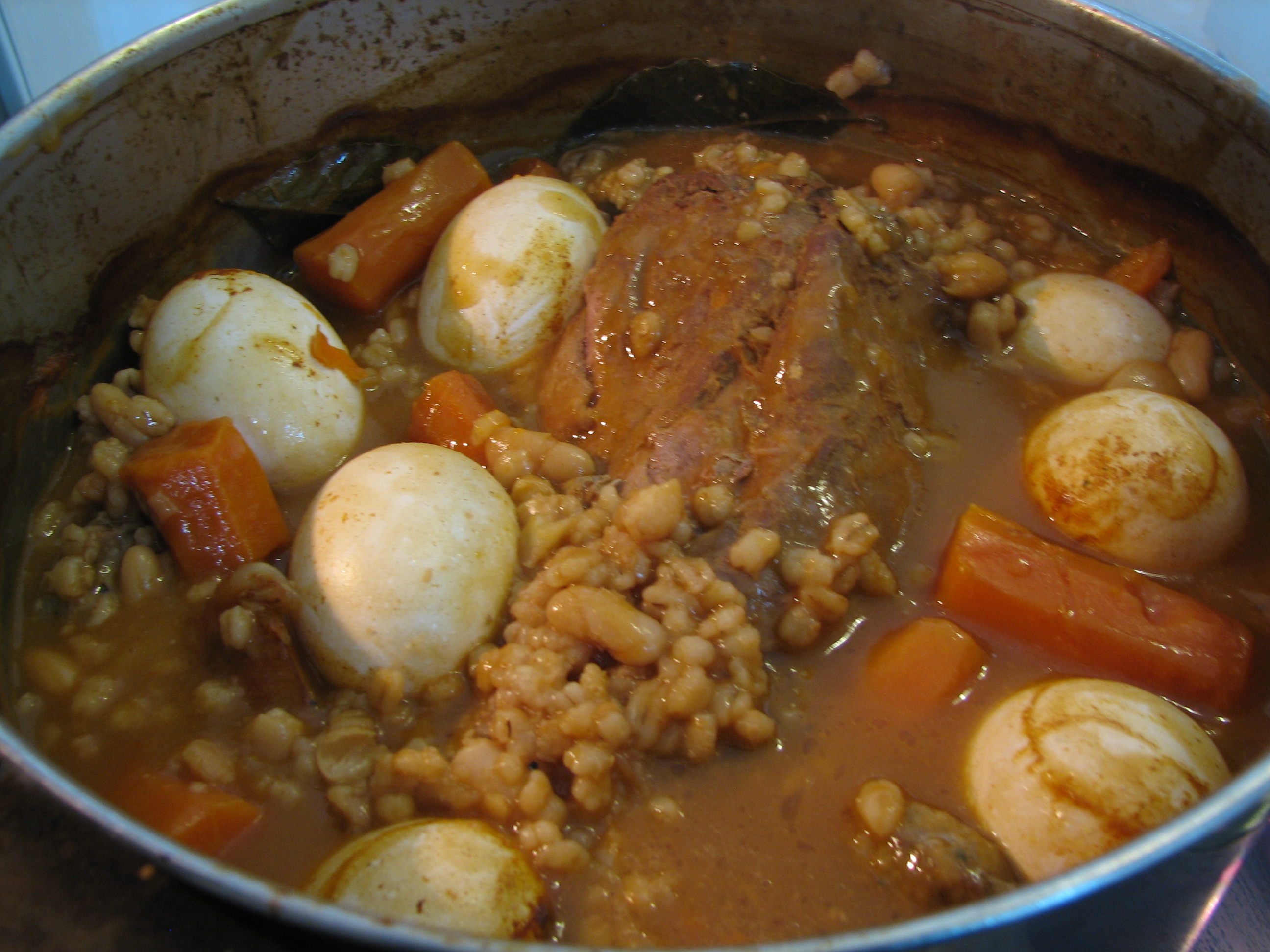
Cholent (cucina ebraica)
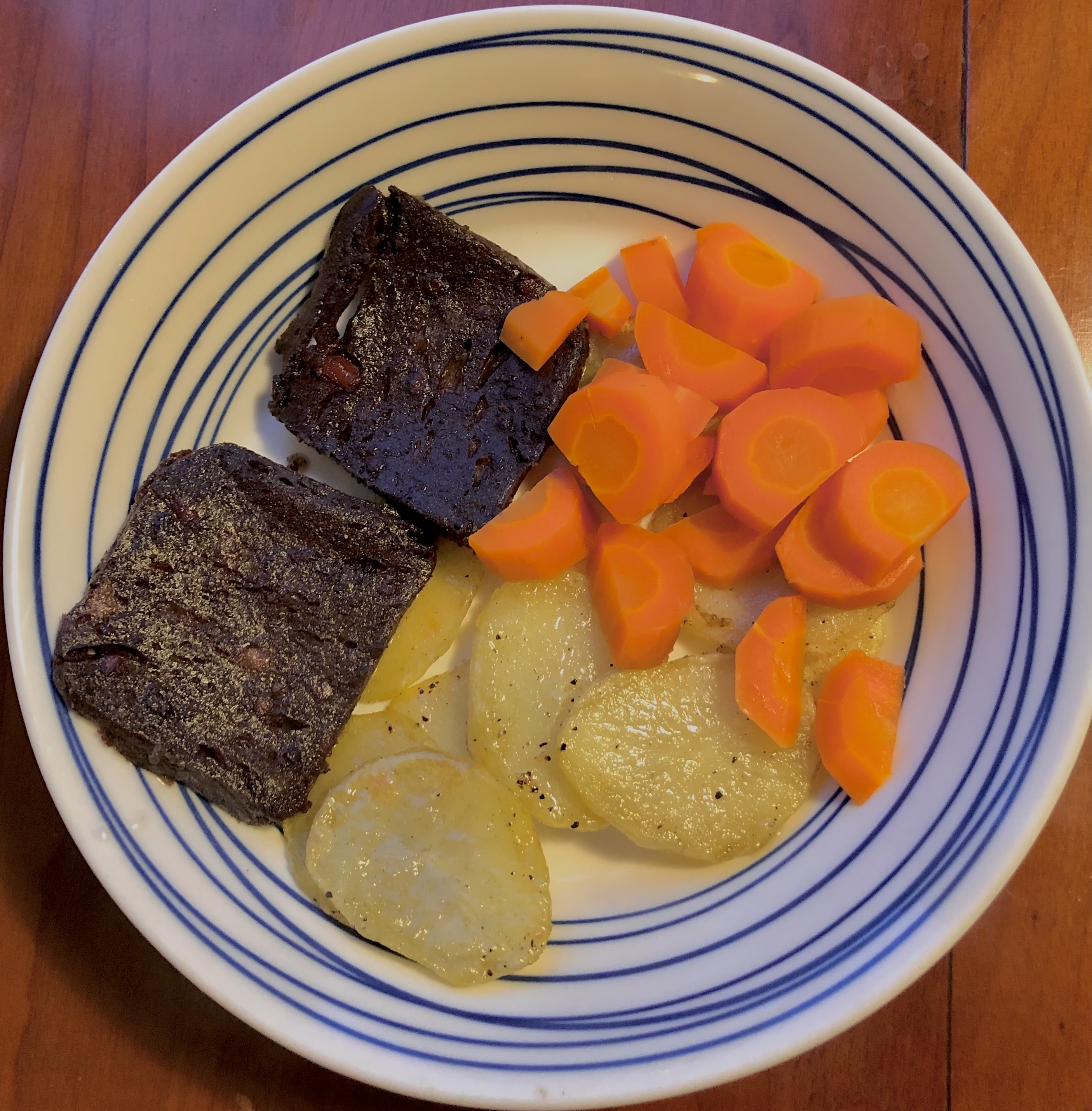
Balkenbrij (Paesi Bassi)
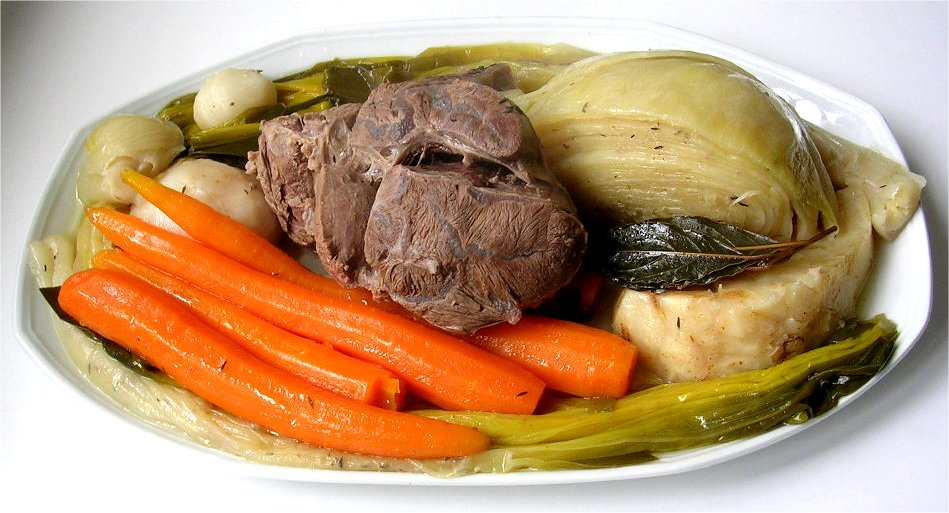
Pot-au-feu (Francia)